# 张孤梅
张孤梅（1910年11月—1969年1月5日），原名琪元，曾用名张梅生、江之，广东梅县（今广东省梅州市梅江区）人，中国共产党及中华人民共和国军事、政治、教育人物，中国人民解放军开国大校，福州大学的创校者、党委书记。
张孤梅出身中农家庭，早年在大哥的帮助下艰难求学。1933年接触中国共产党并参加共青团组织，在上海党团组织遭出卖后被捕入狱，与共产党组织失去联系。后辗转到兩廣、香港活动，在闽西南找到中共党组织后加入新四军，在中国共产党军队中先后参加抗日战争、第二次国共内战和朝鲜战争。1957年被授予开国大校军衔并转业到地方，担任福建师范学院院长，后主持福州大学建校之初的建设工作，1963年被委任为福州大学党委书记。1966年因文革遭到批斗，1969年含冤去世。1978年至1988年间中共为他彻底平反并恢复名誉。张孤梅与卢嘉锡、魏可镁被誉为是福州大学“三种精神”的代表人物，张孤梅代表“老一辈艰苦奋斗的创业精神”。

## 生平

### 求学生涯
张孤梅出生在一个归国的马来西亚华侨家庭，是家中的第六子，父亲在梅县宋公坑务农。1917年，张孤梅在名为春华学校的改良私塾中读书，1921年升入三乡公学，翌年因家境无力支持学业，在张孤梅要求下，父亲同意他半工半讀，但一年后他的家庭已彻底无法支持学业而被迫辍学。在家中务农至1926年后，张孤梅在广州成为国民革命军中将、总部参议的大哥张文为他安排了读书的机会，张孤梅先在广州知行中学补习了一年，1927年转入黄埔军校第七期预科，后因甄别考试不通过而转入16军教导大队，旋即因病退学。1928年春，张孤梅在经历短期补习后考入广州东南中学，翌年考入光华医学大学预科。1930年，张孤梅在错过北平医大的入学考试后，参加了中国大学的入学考试并被理科预科录取，后考入经济系。:1-2

### 初识中共
1933年春，张孤梅加入中国大学社会科学联盟小组，是年夏天被社联小组派到张家口参加吉鸿昌等中共党员联合方振武、冯玉祥组织的察哈尔民众抗日同盟军，张孤梅在第五师政治部部长宣侠父手下担任科员。同年秋，张孤梅在吉鸿昌的带领下撤往张北县，并加入了中国共青团，在同盟军解散后，以共青团北平西区组织部长的身份回到中国大学，旋即被调到南区工作。翌年春，张孤梅赴上海，在共青团中央任组织部沪东区巡视员，去厦门工作后因未接上组织关系，又回到上海工作。8月，上海中共党团组织遭出卖，张孤梅在英租界被英国巡捕房逮捕，半个月后被引渡到中华民国上海市公安局。审讯无果后，张孤梅被押送至南京宪兵司令部下的苏北反省院。:3
张孤梅在苏北被监禁了一年多，在广州的大哥张文得知此事后，向在上海的同乡刘志陆请求协助。1935年冬，在刘志陆的帮助下，张孤梅由国民政府要员黄绍竑、曾养甫二人保释出狱，在无法找回与中共党组织的联络后，张孤梅在张文的来信要求下到香港检查身体，住进张文的家中养病。1936年春，张孤梅返回家乡，受校长张丹九之聘到三乡公学做了教书先生。在教书期间，组建了一个名为“道义”的具有类似于中共党支部性质的组织，发动当地青年抗日，并发展了一部分思想左倾的青年加入该组织，但由于张孤梅本身并未入党，且是独立行动而未与上级组织取得联系，故该组织并不被认为是实际意义上的中共党支部。:4

### 投身抗日

#### 寻找中共组织
1936年夏两广事变爆发，张孤梅在大哥张文的安排下赴广西，在寻找中共组织的同时参加了桂军新编独立第一师翁照垣麾下的前十九路军，本被安排在六十一师任政训主任，但政训处因故未成立，遂改任翁照垣的少校秘书。张孤梅随军到北海准备参加讨蒋战争，在北海参与组织了抗日救国会。在北海时期，张孤梅受翁照垣指令，参与策划了北海事件，刺杀了被十九路军认为是日本间谍的药店店主中野顺三，该事件一时轰动全国。同年冬，由于两广事变以蒋桂双方妥协告终，回到广西接受改编的六十一师被要求全体加入中国国民党，本在政治部工作的张孤梅不愿意加入，遂脱队回到香港。:4
在香港，张孤梅与在广西认识的抗救会成员一同参加了华南抗日救国总会的工作，在不知道华南抗总的主导者是中共党员，且不清楚中共已实行与国民政府合作抗日的方针的情况下，张孤梅屡次质疑、反对中共在抗总的负责人提出的合作抗日的方针，加之他本身是国民党人张文的弟弟，组织成员怀疑他是第三党或托派，从而疏远了他。1937年夏，在福建省国军汀漳师管区司令部工作的三哥张光前请张孤梅把在香港的家眷护送到漳州，张孤梅顺势到漳州工作，在龙溪县挂职担任县参议。抗日战争全面爆发后，张孤梅参加当地的抗敌后援会并任秘书，后发起战工团并担任团长，其时彭冲为该团组织部部长。:5-6
同年冬，张孤梅获悉在广东的国军消灭何鸣率领的红军第三团后，欲北上剿灭闽西南共产党军队，遂请求三哥让自己代表汀漳师管区与当时关系尚较好的闽西南共产党武装谈判，在谈判时向共产党透露了国军的动向，并向共产党代表表明了自己的身份。共产党方面核实了张孤梅的共青团员身份后，要求他在师管区继续工作，但不久后张孤梅就在送情报时暴露了身份。

#### 新四军时期
1938年3月，张孤梅在方方的同意下参加了位于龙岩的新四军第二支队，担任政治部宣传科长，9月调到教导总队任政治教员、文化教育科科长。1939年2月，张孤梅在薛暮桥、余立金和梁国斌的介绍下加入中国共产党，后随北上抗日的新四军赴江苏参战。10月，张孤梅调到江南指挥部任教导员、政治部主任，后到苏北参加黄桥战役，重创韓德勤率领的国军第八十九军。國共摩擦达到高潮后，陈毅、黄逸峰等创建了联合抗日总队以寻求摆脱国民政府的领导，张孤梅任联抗政治部主任，他在联抗中提出取消“外围军”并表达过对联抗成员的不信任，遭到了中共中央华中局的批评。1941年4月，张孤梅调任新四军第1师第1旅第3团政治部主任、代政委，6月正式担任政委。翌年3月，升任第一旅教导大队政委。7月，张孤梅任泰兴独立团副政委、县委副书记。:6-7
1943年6月，张孤梅调任泰州独立团政委，兼任泰县县委书记，同年冬，张孤梅在发现独立团团长李庭杰试图叛变投敌时立即开展政治动员，将损失控制在最小，避免了独立团的毁灭。1944年3月，张孤梅到苏中党校学习，不久调到位于南京的中共中央华中局党校参加整風運動，1945年4月结业后调任新四军第一师第二团政委，率部参加了孝丰战役、天目山战役等针对国军的“反顽”战役。:7-8

### 第二次国共内战及朝鲜战争
日本投降后，新四军改编为中国人民解放军，张孤梅率二团参与了鲁南战役、莱芜战役和孟良崮戰役，1948年春担任华东野战军第一纵队第一师政治部主任，11月，张孤梅任一师副政委，在此期间率部参加豫东战役的常郎屯战斗及淮海战役。1949年3月任华东野战军第七兵团政治部宣教部长。中国人民解放军接管杭州后，张孤梅在杭州兼任军管会文教部副部长，9月调任中国人民解放军第二十三军第六十九师政委，参加舟山战役。1951年1月，升任第二十三军政治部副主任。朝鲜战争爆发后，张孤梅于1951年冬随第二十三军赴朝鲜作战。后来张孤梅随部与联合国军在三八线对峙时，由于长时间在坑道埋伏而旧伤复发，改任志愿军第二十三军政治部代主任。朝鲜战争结束一年后，张孤梅回国治病，于华东医院卧床半年。:8-9

### 转业到地方

#### 受衔转业
1955年2月，张孤梅任解放军政治学院学术研究室主任，年底中国人民解放军进行授衔时，张孤梅因参加新四军前的历史未有审查结论，无法按规定被授予大校，只获得了上校军衔。1957年4月中央军委确认了张孤梅被捕前后的事迹并得出结论后，给张孤梅授予了大校军衔，张孤梅遂成为中国人民解放军开国大校。此后，在时任福建省委第一书记叶飞的同意下，张孤梅申请转业到福建省工作，晋升为副军级干部，获授二级自由独立勋章、二级解放勋章。10月，张孤梅被定为行政九级干部，担任福建师范学院（今福建师范大学）代院长。1957年反右运动期间，张孤梅的家庭被定性为官僚地主，使得张孤梅回乡探亲时不敢回到家中，只能住在春华学校以避嫌。:9-10

#### 创办福州大学

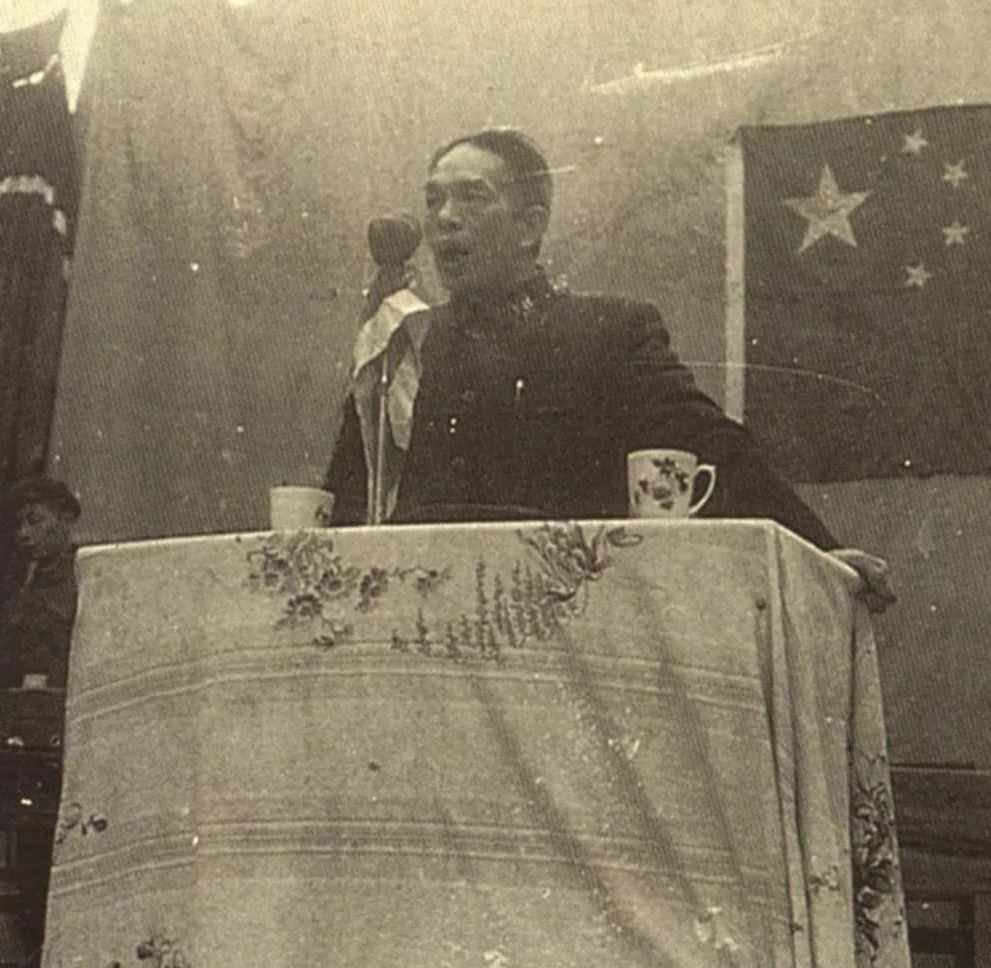
正在福州大学汇报工作的张孤梅

1958年，福建省委第一书记叶飞决定在福建省建立一个工科大学，委任张孤梅为筹备处主任。8月25日，大学定址于福州西门外祭酒岭（今福州大学怡山校区），定名为福州大学，党委书记由厦门大学党委副书记吴立奇担任，校长由时任福建省人民委员会副省长贾久民兼，校务工作则由担任党委副书记、副校长的张孤梅全面主持。
1960年，中国大陆处于三年困难时期，福建省大量工厂关停，福建省委开始考虑停办福州大学，张孤梅与贾久民、卢嘉锡等人联名上书福建省委，请求继续办学。最终，福建省委同意福州大学在缩小规模的情况下继续办学。1963年，张孤梅升任福州大学党委书记。:10-11

### 文革蒙冤
1966年文化大革命爆发，福州大学的校领导、教授遭到批斗，张孤梅曾对这些遭受批斗的学者加以保护，但他自己也在后来被打倒，被强加了众多罪名并被开除中共党籍，多次遭抄家、批斗、关牛棚。张孤梅在文革中身心遭到严重摧残，罹患重病，在得不到有效治疗的情况下，最终于1969年1月5日含冤去世。:11

## 身后

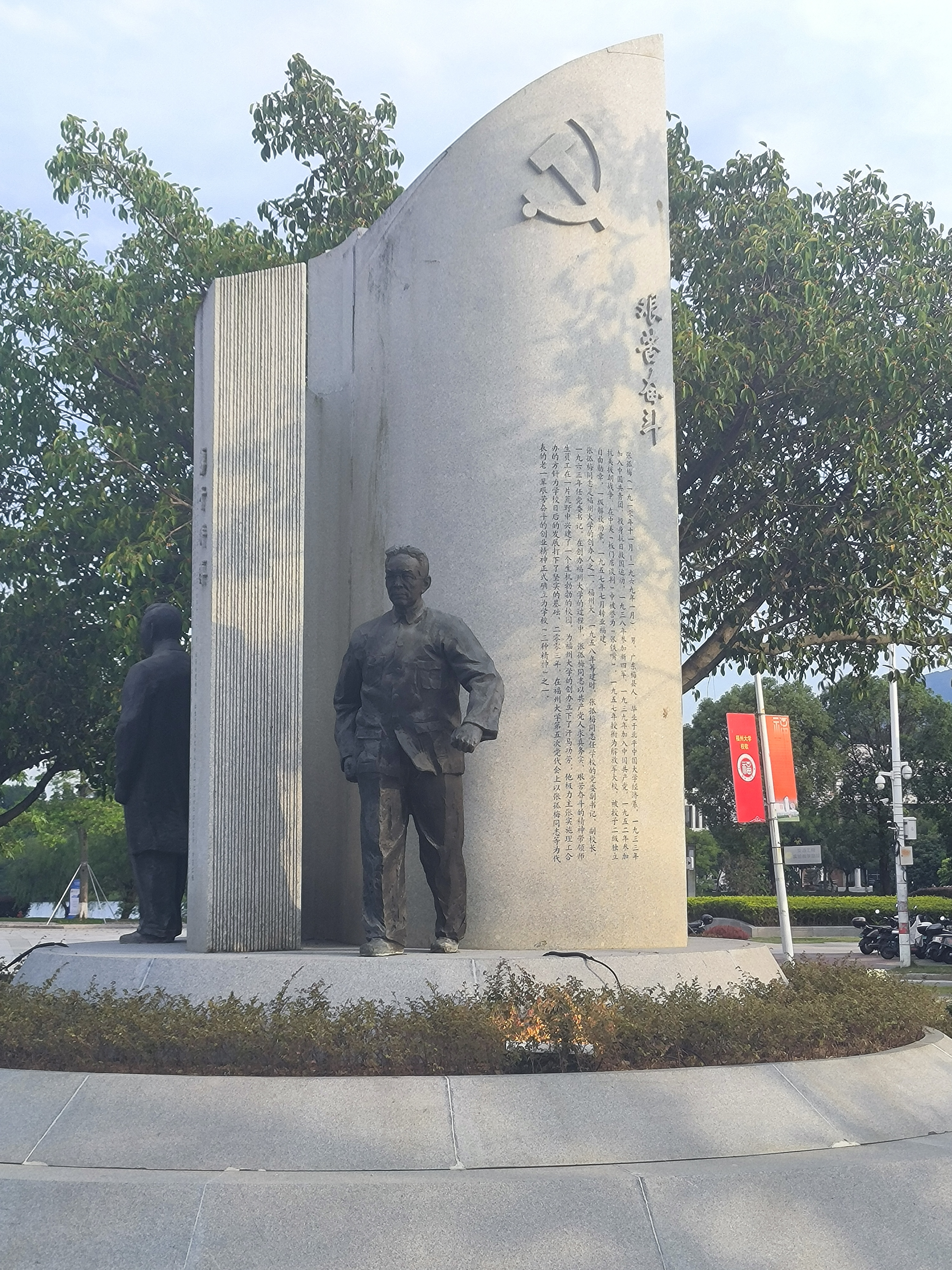
福州大学旗山校区内的张孤梅塑像

### 平反与恢复名誉
张孤梅去世后，他的骨灰被其子秘密送回梅县老家。1978年福建省委和福建省革命委员会为张孤梅平反，在福州大学为张孤梅举行了骨灰安放仪式，迁葬枕峰山革命公墓，后迁葬文林山革命陵园。1981年，福建省委再度发文，为张孤梅彻底平反、恢复名誉，全面肯定他在1933年起为中共做出的贡献。1988年，梅县人民政府将张孤梅的家庭成分重新认定为中农。:12

### 纪念
福州大学将张孤梅作为学校“三种精神”的代表人物之首，在官方宣传中多次提到张孤梅所代表的精神。福大怡山、旗山校区内建有张孤梅雕像、校史陈列馆等纪念建筑。

## 家庭
张孤梅是六兄弟中最小的一位，父亲张镜清，又名张喜郎，是马来西亚归国华侨，回国后因生意失败返乡务农。大哥张文（张芹元）曾是国民革命军中将，中华人民共和国成立后以民主党派人士的身份任广东省人民政府副主席，二哥张麟元生子后早逝，三哥张光前（张谦元）为国军少将，1948年率部向中国共产党投诚，四哥张权元在北平读书时早逝，五哥张均元在老家帮父母务农。1941年，张孤梅在联抗认识了杨立平后与她结婚，两人育有张预为等子女。